# James Coco
James Emil Coco (Manhattan, 21 de marzo de 1930-Manhattan, 25 de febrero de 1987) fue un actor estadounidense de teatro, cine y televisión. Ganó un premio Primetime Emmy, un premio Drama Desk y tres premios Obie, además de recibir nominaciones a los Premios Tony, los Premios de la Academia y los Globos de Oro. Es recordado además por sus papeles de reparto en las películas Man of La Mancha (1972) y Only When I Laugh (1981).
Falleció en Manhattan el 25 de febrero de 1987, a los 56 años, luego de sufrir un paro cardíaco.

## Filmografía

### Cine y televisión
- Ensign Pulver (1964) - Skouras
- Generation (1969) - Sr. Blatto
- End of the Road (1970) - Hombre en la escuela
- The Strawberry Statement (1970) – Tendero
- Tell Me That You Love Me, Junie Moon (1970) – Mario
- A New Leaf (1971) – Tío Harry
- Such Good Friends (1971) – Timmy
- Man of La Mancha (1972) – Sancho Panza
- VD Blues (1972) – Él mismo
- The Wild Party (1975) – Jolly Grimm
- Murder by Death (1976) – Milo Perrier
- Charleston (1977) – Joe Lo Monaco
- Bye Bye Monkey (1978) – Andreas Flaxman
- The Cheap Detective (1978) – Marcel
- Scavenger Hunt (1979) – Henri
- Wholly Moses! (1980) – Hyssop[6]
- Only When I Laugh (1981) – Jimmy Perrino
- The Muppets Take Manhattan (1984) – Sr. Skeffington
- Johnny Dangerously (1984)
- Marionettes, Inc. (1985), episodio de la serie The Ray Bradbury Theater – Mr. Braling
- Hunk (1987) – Dr. D
- Who's the boss? (1987) - Nick Milano
- The Chair (1988) – Dr. Harold Woodhouse Langer
- That's Adequate (1989) – Max Roebling}}

## Premios y nominaciones
Premios Óscar
| Año  | Categoría              | Película          | Resultado |
| ---- | ---------------------- | ----------------- | --------- |
| 1982 | Mejor actor de reparto | Only When I Laugh | Nominado  |